# Forêt de Creil
Pour les articles homonymes, voir Creil (homonymie).
La forêt de Creil était une forêt dans ce qui est maintenant la Hollande-Septentrionale.
La forêt était réputée pour la chasse à courre. On sait que Florent II de Hollande  en organisa une en 1119 entre Texel et Enkhuizen.
Lors de l'Inondation de la Toussaint en 1170, la forêt a été engloutie par le Zuiderzee naissant.
Des fouilles restent à effectuer dans l'IJsselmeer pour essayer de retrouver des vestiges. 
Dans le Flevoland, le village de Creil créé en 1953 a repris ce nom en mémoire. Un village aujourd'hui englouti avait jadis repris ce nom. Le nom Kreileroord est aussi en référence à ce lieu.

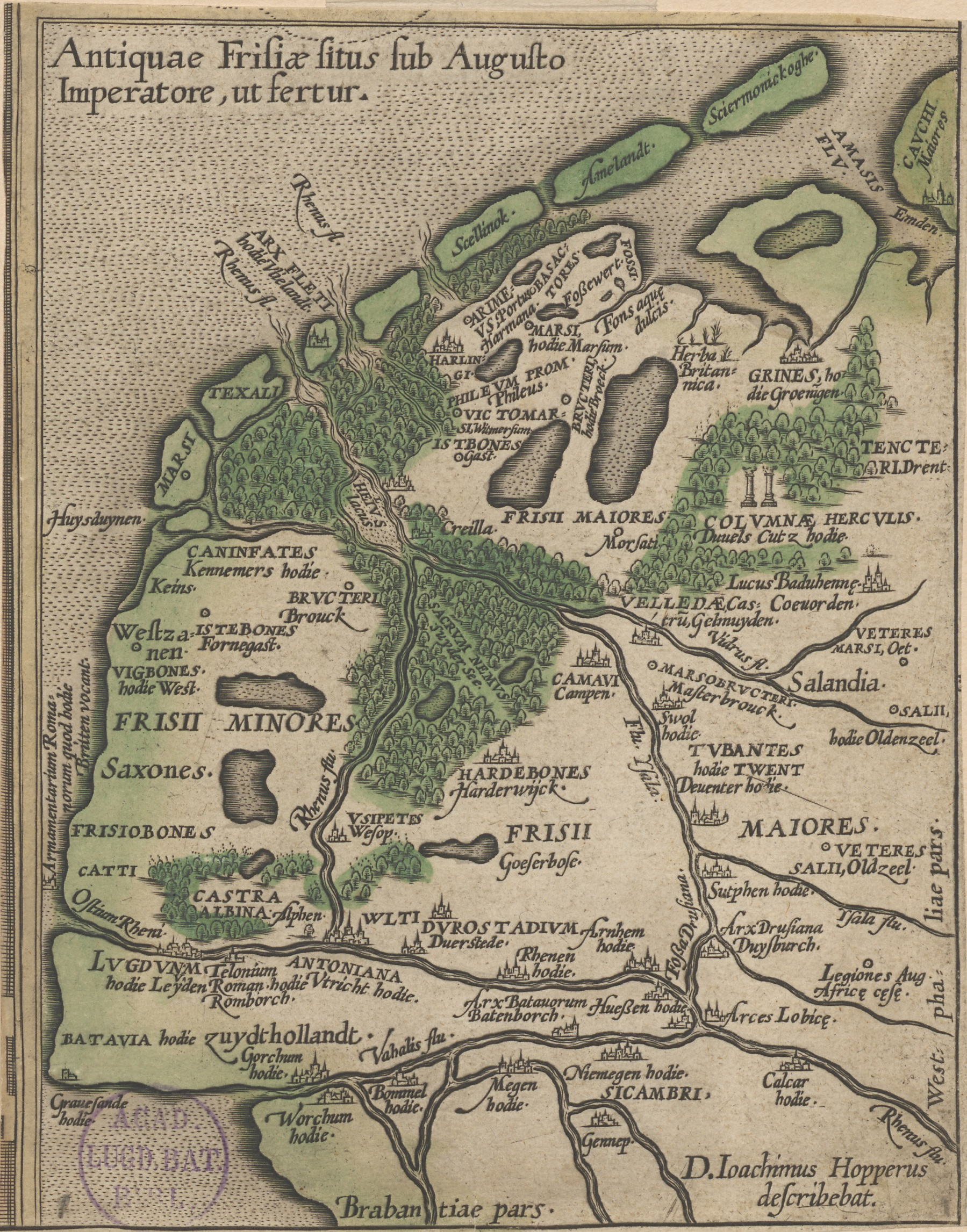
Plan de la forêt datant de 1579

## Référence
- (nl) Cet article est partiellement ou en totalité issu de l’article de Wikipédia en néerlandais intitulé « Creiler Woud » (voir la liste des auteurs).